# Kindia (prefektura)
Kindia – prefektura w południowo-zachodniej części Gwinei, w regionie Kindia. Zajmuje powierzchnię 9648 km². W 1996 roku liczyła ok. 288 tys. mieszkańców. Siedzibą administracyjną prefektury jest miejscowość Kindia.